# Simon Templar (Fernsehserie)
Simon Templar (Originaltitel: The Saint) ist eine britische Krimiserie, die von Oktober 1962 bis Februar 1969 in Großbritannien nach den Kriminalromanen des Schriftstellers Leslie Charteris entstand. Die Serie wurde in über 70 Länder verkauft. In Deutschland wurde bisher nur ein Teil der Serie synchronisiert und veröffentlicht. Im September und Oktober 2011 sendete sie ARTE als einen Schwerpunkt im Herbstprogramm. Die Serie ist komplett auf DVD erschienen.

## Rahmenhandlung

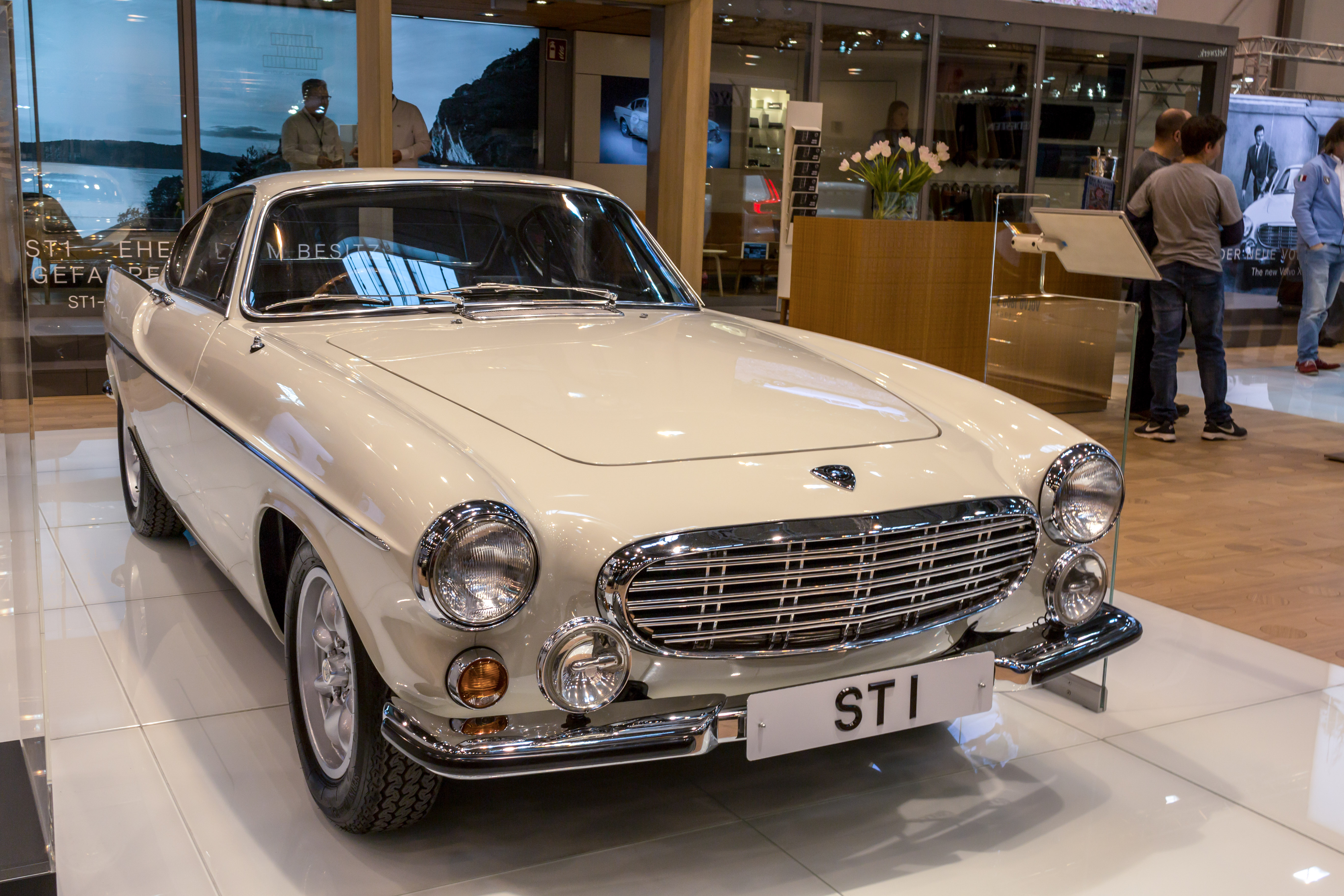
Templars Volvo P1800 mit dem Kennzeichen ST 1 (Originalfahrzeug)

Simon Templar ist ein von Frauen begehrter Junggeselle und wird von seinen Feinden gefürchtet. Er ist ein Gentleman und Abenteurer, der auch vor Gefahr nicht zurückschreckt. Er führt einen britischen und gleichzeitig luxuriösen Lebensstil. Manchmal tritt er als Dieb auf, wobei er in Robin-Hood-Manier mit der Beute umzugehen weiß. Oft löst er aber auch als Detektiv Fälle rund um den Globus, bei denen ihm häufig schöne Frauen über den Weg laufen, die er aus ausweglosen Situationen befreien muss. Auch in gesellschaftlichen Kreisen und bei der Polizei auf der ganzen Welt ist Simon Templar ein bekannter, aber nicht immer gleichermaßen geschätzter Gast. Aus seinen Initialen „ST“, die auch als The Saint (der Heilige) gelesen werden können, wird sein Markenzeichen entwickelt: ein Strichmännchen mit einem Heiligenschein. Er fährt einen weißen Volvo P1800 mit dem Kennzeichen ST 1.

## Hintergrund
- Die ARD ging 1966 bei der Erstveröffentlichung so vor, dass nur Folgen, die den deutschen Zeitgeschmack trafen, synchronisiert wurden. Sie sind am Titel S.T. und… zu erkennen. Des Weiteren wurden diese Folgen mit Niels Clausnitzer als Moores Stimme besetzt. Sat.1 entschied sich aufgrund des Alters der Serie weitere Folgen zu synchronisieren, die nur einen sinngemäßen Titel bekamen und deren Inhalt sich nun, aufgrund des veränderten Zeitkolorits, veröffentlichen ließ. In diesen Folgen ist Lothar Blumhagen als Moores Stimme zu hören, die er ihm später auch in der Serie Die 2 lieh.
- Einige Folgen schafften es aus politischen Gründen nicht in das deutsche Fernsehen, darunter war u. a. die Folge The Paper Chase, die eine Spionageaffäre in der DDR behandelte (die letzte Synchronisation durch Sat.1 fand 1987 vor der Wende statt), und Little Girl Lost, in der eine junge Frau vorgibt, die Tochter von Hitler zu sein. Die Folgen mit George Murcell als Templars Gegenspieler Adolf Vogler (The Death Game, The Power Artist) wurden aufgrund des deutschen Hintergrunds Voglers nicht berücksichtigt. In manchen Folgen wie Es ist nicht alles Gold… z. B. wurde aus einem SS-Offizier ein Pole gemacht. Die Folge griff die Adolf-Eichmann-Thematik auf. Ähnlich wurde auch in anderen Folgen vorgegangen, so dass Namen, Orte oder politische Aussagen geändert wurden. Die spätere DVD-Veröffentlichung beinhaltet die vollständigen Folgen. Geschnittene Szenen sind mit Untertiteln unterlegt.
- Eine Besonderheit der Serie ist es, dass sich Simon Templar zu Beginn jeder Folge direkt an das Fernsehpublikum wendet.
- Die Titelmusik (mit dem Gesang von Barbara Moore) blieb von 1962 bis 1968 die Gleiche und wurde erst ab der 101. Folge S.T. und das Testament der letzten Staffel verändert.

## Episoden
Ab der fünften Staffel wurde in Farbe gedreht.
| #  | Erstaufführung    | Originaltitel           | Deutscher Titel                             |
| -- | ----------------- | ----------------------- | ------------------------------------------- |
| 1  | 4. Oktober 1962   | The Talented Husband    | Simon Templar trifft eine alte Freundin     |
| 2  | 11. Oktober 1962  | The Latin Touch         | -/-                                         |
| 3  | 18. Oktober 1962  | The Careful Terrorist   | -/-                                         |
| 4  | 25. Oktober 1962  | The Covetous Headsman   | -/-                                         |
| 5  | 1. November 1962  | The Loaded Tourist      | Simon Templar und der Tourist               |
| 6  | 8. November 1962  | The Pearls of Peace     | -/-                                         |
| 7  | 15. November 1962 | The Arrow of God        | -/-                                         |
| 8  | 22. November 1962 | The Element of Doubt    | Simon Templar und das Labyrinth der Stimmen |
| 9  | 29. November 1962 | The Effete Angler       | -/-                                         |
| 10 | 6. Dezember 1962  | The Golden Journey      | -/-                                         |
| 11 | 13. Dezember 1962 | The Man who Was Lucky   | Simon Templar und der Glückspilz            |
| 12 | 20. Dezember 1962 | The Charitable Countess | -/-                                         |

| #  | Erstaufführung     | Originaltitel             | Deutscher Titel                             |
| -- | ------------------ | ------------------------- | ------------------------------------------- |
| 13 | 19. September 1963 | The Fellow Traveller      | -/-                                         |
| 14 | 26. September 1963 | Starring the Saint        | -/-                                         |
| 15 | 3. Oktober 1963    | Judith                    | -/-                                         |
| 16 | 10. Oktober 1963   | Teresa                    | -/-                                         |
| 17 | 17. Oktober 1963   | The Elusive Ellshaw       | -/-                                         |
| 18 | 24. Oktober 1963   | Marcia                    | Simon Templar und das Double für den Tod    |
| 19 | 31. Oktober 1963   | The Work of Art           | -/-                                         |
| 20 | 7. November 1963   | Iris                      | -/-                                         |
| 21 | 14. November 1963  | The King of the Beggars   | -/-                                         |
| 22 | 21. November 1963  | The Rough Diamonds        | Simon Templar und die Kiste voll Diamanten  |
| 23 | 28. November 1963  | The Saint Plays with Fire | -/-                                         |
| 24 | 5. Dezember 1963   | The Well-Meaning Mayor    | -/-                                         |
| 25 | 12. Dezember 1963  | The Sporting Chance       | -/-                                         |
| 26 | 19. Dezember 1963  | The Bunco Artists         | -/-                                         |
| 27 | 26. Dezember 1963  | The Benevolent Burglary   | -/-                                         |
| 28 | 2. Januar 1964     | The Wonderful War         | -/-                                         |
| 29 | 9. Januar 1964     | The Noble Sportsman       | -/-                                         |
| 30 | 16. Januar 1964    | The Romantic Matron       | -/-                                         |
| 31 | 23. Januar 1964    | Luella                    | -/-                                         |
| 32 | 30. Januar 1964    | The Lawless Lady          | -/-                                         |
| 33 | 6. Februar 1964    | The Good Medicine         | -/-                                         |
| 34 | 13. Februar 1964   | The Invisible Millionaire | Simon Templar und der unsichtbare Millionär |
| 35 | 20. Februar 1964   | The High Fence            | Simon Templar und der große Fuchs           |
| 36 | 27. Februar 1964   | Sophia                    | -/-                                         |
| 37 | 5. März 1964       | The Gentle Ladies         | -/-                                         |
| 38 | 12. März 1964      | The Ever-Loving Spouse    | -/-                                         |
| 39 | 19. März 1964      | The Saint Sees it Through | -/-                                         |

| #  | Erstaufführung    | Originaltitel             | Deutscher Titel                            |
| -- | ----------------- | ------------------------- | ------------------------------------------ |
| 40 | 8. Oktober 1964   | The Miracle Tea Party     | Simon Templar und die Teestunde            |
| 41 | 15. Oktober 1964  | Lida                      | -/-                                        |
| 42 | 22. Oktober 1964  | Jeannine                  | -/-                                        |
| 43 | 29. Oktober 1964  | The Scorpion              | Simon Templar und der Skorpion             |
| 44 | 5. November 1964  | The Revolution Racket     | -/-                                        |
| 45 | 12. November 1964 | The Saint Steps In        | -/-                                        |
| 46 | 19. November 1964 | The Loving Brothers       | -/-                                        |
| 47 | 26. November 1964 | The Man Who Liked Toys    | -/-                                        |
| 48 | 3. Dezember 1964  | The Death Penalty         | Simon Templar und das Syndikat             |
| 49 | 10. Dezember 1964 | The Imprudent Politician  | Simon Templar und ein halbseidenes Mädchen |
| 50 | 17. Dezember 1964 | The Hijackers             | -/-                                        |
| 51 | 24. Dezember 1964 | The Unkind Philanthropist | -/-                                        |
| 52 | 31. Dezember 1964 | The Damsel in Distress    | -/-                                        |
| 53 | 7. Januar 1965    | The Contract              | Simon Templar und der Fall Farnberg        |
| 54 | 14. Januar 1965   | The Set Up                | Simon Templar und das große Spiel          |
| 55 | 21. Januar 1965   | The Rhine Maiden          | -/-                                        |
| 56 | 28. Januar 1965   | The Inescapable Word      | -/-                                        |
| 57 | 4. Februar 1965   | The Sign of the Claw      | -/-                                        |
| 58 | 11. Februar 1965  | The Golden Frog           | -/-                                        |
| 59 | 18. Februar 1965  | The Frightened Innkeeper  | Simon Templar jagt Wühlmäuse               |
| 60 | 25. Februar 1965  | Sibao                     | -/-                                        |
| 61 | 4. März 1965      | The Crime of the Century  | Simon Templar riskiert Kopf und Kragen     |
| 62 | 11. März 1965     | The Happy Suicide         | Simon Templar und ein Selbstmord           |

| #  | Erstaufführung  | Originaltitel             | Deutscher Titel                           |
| -- | --------------- | ------------------------- | ----------------------------------------- |
| 63 | 1. Juli 1965    | The Chequered Flag        | Simon Templar und die Startflagge         |
| 64 | 8. Juli 1965    | The Abductors             | Simon Templar und das Wochenende in Paris |
| 65 | 15. Juli 1965   | The Crooked Ring          | Simon Templar und die vierte Runde        |
| 66 | 22. Juli 1965   | The Smart Detective       | Simon Templar und die Smaragde            |
| 67 | 29. Juli 1965   | The Persistent Parasites  | -/-                                       |
| 68 | 5. August 1965  | The Man Who Could Not Die | -/-                                       |
| 69 | 12. August 1965 | The Saint Bids Diamonds   | Simon Templar auf Diamantenjagd           |
| 70 | 19. August 1965 | The Spanish Cow           | -/-                                       |
| 71 | 26. August 1965 | The Old Treasure Story    | -/-                                       |

| #  | Erstaufführung     | Originaltitel            | Deutscher Titel                        |
| -- | ------------------ | ------------------------ | -------------------------------------- |
| 72 | 30. September 1966 | The Queen’s Ransom       | Simon Templar und die Königin          |
| 73 | 7. Oktober 1966    | Interlude in Venice      | Mord im Palazzo                        |
| 74 | 14. Oktober 1966   | The Russian Prisoner     | -/-                                    |
| 75 | 21. Oktober 1966   | The Reluctant Revolution | -/-                                    |
| 76 | 28. Oktober 1966   | The Helpful Pirate       | Piratenstück in Hamburg                |
| 77 | 4. November 1966   | The Convenient Monster   | Das Ungeheuer von Loch Ness            |
| 78 | 11. November 1966  | The Angel's Eye          | Das Engelsauge                         |
| 79 | 18. November 1966  | The Man Who Liked Lions  | -/-                                    |
| 80 | 25. November 1966  | The Better Mouse Trap    | Simon Templar und die Juwelendiebe     |
| 81 | 2. Dezember 1966   | Little Girl Lost         | -/-                                    |
| 82 | 9. Dezember 1966   | Paper Chase              | -/-                                    |
| 83 | 16. Dezember 1966  | Locate and Destroy       | Es ist nicht alles Gold …              |
| 84 | 23. Dezember 1966  | Flight Plan              | Simon Templar und der Senkrechtstarter |
| 85 | 30. Dezember 1966  | Escape Route             | Templar auf der Flucht                 |
| 86 | 6. Januar 1967     | The Persistent Patriots  | Fast ein Skandal                       |
| 87 | 13. Januar 1967    | The Fast Women           | Simon Templar und die Rivalinnen       |
| 88 | 20. Januar 1967    | The Death Game           | -/-                                    |
| 89 | 27. Januar 1967    | The Art Collectors       | Die Kunstsammler                       |
| 90 | 24. Februar 1967   | To Kill a Saint          | Ein Killer kommt selten allein         |
| 91 | 3. März 1967       | The Counterfeit Countess | Simon Templar und die Gräfin           |
| 92 | 24. März 1967      | Simon and Delilah        | Wie im Kino                            |
| 93 | 7. April 1967      | Island of Chance         | Zum Segen der Menschheit               |
| 94 | 21. April 1967     | The Gadget Lovers        | Klosterlikör hat's in sich             |
| 95 | 5. Mai 1967        | A Double in Diamonds     | Simon Templar und der Diamantentrick   |
| 96 | 19. Mai 1967       | The Power Artists        | -/-                                    |
| 97 | 2. Juni 1967       | When Spring is Sprung    | Simon Templar und der Doppelagent      |
| 98 | 22. Juni 1967      | The Gadic Collection     | Heißer Kuß am Bosporus                 |

| #   | Erstaufführung     | Originaltitel                  | Deutscher Titel                            |
| --- | ------------------ | ------------------------------ | ------------------------------------------ |
| 99  | 29. September 1968 | The Best Laid Schemes          | Simon Templar und der tote Kapitän         |
| 100 | 6. Oktober 1968    | Invitation to Danger           | Simon Templar und die nächtliche Einladung |
| 101 | 13. Oktober 1968   | Legacy for the Saint           | Simon Templar und das Testament            |
| 102 | 20. Oktober 1968   | The Desperate Diplomat         | Simon Templar und der Diplomat             |
| 103 | 27. Oktober 1968   | The Organization Man           | -/-                                        |
| 104 | 3. November 1968   | The Double Take                | Simon Templar und der Doppelgänger         |
| 105 | 10. November 1968  | The Time to Die                | Zeit zu sterben                            |
| 106 | 17. November 1968  | The Master Plan                | Simon Templar und der rote Drachen         |
| 107 | 24. November 1968  | The House on Dragon's Rock     | -/-                                        |
| 108 | 1. Dezember 1968   | The Scales of Justice          | Simon Templar und die Nadel                |
| 109 | 8. Dezember 1968   | The Fiction Makers Part I      | Hermetico – Die unsichtbare Region (1)     |
| 110 | 15. Dezember 1968  | The Fiction Makers Part II     | Hermetico – Die unsichtbare Region (2)     |
| 111 | 22. Dezember 1968  | The People Importers           | Simon Templar und die Pakistani            |
| 112 | 29. Dezember 1968  | Where the Money Is             | Simon Templar und die Millionärstochter    |
| 113 | 5. Januar 1969     | Vendetta for the Saint Part I  | Die sizilianische Mafia (1)                |
| 114 | 12. Januar 1969    | Vendetta for the Saint Part II | Die sizilianische Mafia (2)                |
| 115 | 19. Januar 1969    | The Ex-King of Diamonds        | Ein Texaner in Monte Carlo                 |
| 116 | 26. Januar 1969    | The Man who Gambled with Life  | -/-                                        |
| 117 | 2. Februar 1969    | Portrait of Brenda             | Simon Templar und der Guru                 |
| 118 | 9. Februar 1969    | The World Beater               | Mit hundert Sachen in die Kurve            |

## Bekannte Gastdarsteller
- Geoffrey Bayldon – Catweazle-Darsteller
- Martin Benson
- Steven Berkoff – James Bond 007 – Octopussy, Rambo II – Der Auftrag, Beverly Hills Cop, The Tourist
- Finlay Currie
- Ros Drinkwater – bekannt als Steve Temple aus der deutsch-britischen Fernsehserie Paul Temple
- Shirley Eaton – bekannt als vergoldete Leiche in James Bond 007 – Goldfinger
- Samantha Eggar
- Eunice Gayson – in zwei Folgen – sie spielte Sylvia Trench (die Freundin von James Bond) in den ersten beiden James-Bond-Filmen
- Julian Glover – u. a. James Bond 007 – In tödlicher Mission, Indiana Jones und der letzte Kreuzzug
- Hirokazu Kanazawa – einer der bedeutendsten Karate-Meister seiner Zeit
- Burt Kwouk – Kato aus der Pink-Panther-Reihe
- Marne Maitland – u. a. James Bond 007 – Der Mann mit dem goldenen Colt, Shaft in Africa
- Jean Marsh – bekannt aus Das Haus am Eaton Place
- Francis Matthews – bekannt als Titelheld aus der deutsch-britischen Fernsehserie Paul Temple
- Lois Maxwell – Miss Moneypenny aus den James-Bond-Filmen
- Ferdy Mayne
- Barry Morse – u. a. bekannt als Lt. Philip Gerard aus der US-amerikanischen Fernsehserie Auf der Flucht
- Paul Stassino – Pilot aus James Bond 007 – Feuerball
- Donald Sutherland
- Peter Wyngarde – Jason King aus Department S, Flash Gordon

## Fortsetzungen
Von 1978 bis 1979 wurde eine 24-teilige Serie namens Simon Templar – Ein Gentleman mit Heiligenschein (Return of the Saint) gedreht, welche sich am Original orientiert. Die Hauptrolle wurde nicht mehr von Roger Moore, sondern von Ian Ogilvy gespielt.
1997 erschien der Kinofilm The Saint – Der Mann ohne Namen, dessen Setting aber von dem der Serien abweicht.